# TALKE
Die Alfred Talke GmbH & Co. KG (Eigenschreibweise: TALKE) ist ein international tätiges Logistikunternehmen für die chemische Industrie. Das Unternehmen ist auf logistische Dienstleistungen für die chemische Industrie spezialisiert und zählt in diesem Bereich zu den führenden Anbietern in Europa, dem Nahen Osten, Asien und Nordamerika. Der Hauptsitz befindet sich in Hürth bei Köln.

## Struktur und Standorte
Neben seinem Hauptsitz in Hürth ist das Unternehmen in Deutschland mit weiteren Standorten an bedeutenden Chemiestandorten vertreten, darunter in  Leverkusen, Dormagen, Düsseldorf (über die Tochtergesellschaft TALKE-Emmerich GmbH & Co. KG), Ludwigshafen, Stade, Schwarzheide, Wesseling, Köln-Niehl, Grimmen (über die Tochtergesellschaft Grimmener SpeziTrans) und Walsrode.
International unterhält TALKE sowohl eigene Gesellschaften als auch Joint Ventures mit lokalen Partnern:
- In  Spanien  und  Italien ist die Gruppe über das  Joint Venture  Global-TALKE S.L. aktiv.
- In  Saudi-Arabien  ist TALKE über S.A. TALKE Ltd., ein 2004 gegründetes Joint Venture mit der Saudi Industrial Services Company (SISCO) und der Al-Jabr Group, vertreten.
- In  Oman  betreibt das Unternehmen zusammen mit der Al-Jabr Group das 2006 gegründete Joint Venture Aljabr-TALKE & Co. LLC.
- In den  Vereinigten Arabischen Emiraten  existiert seit 2013 das Joint Venture RSA-TALKE DWC-LLC mit dem lokalen Partner RSA Global. Es betreibt Gefahrgutlager in Dubai und der Freihandelszone Jebel Ali.[5]
- Weitere Standorte mit eigenen Gesellschaften bestehen in  Katar,  Bahrain,  Polen,  Luxemburg, dem  Vereinigten Königreich  sowie in  Malaysia  (Port Klang)[6][7] und den  USA  (Mont Belvieu).[8]

## Geschichte
Alfred Talke senior gründete das Unternehmen im Jahr 1947 im südlich von Köln gelegenen Hürth als Transporteur von Braunkohle. 1952 entstand als Eigenentwicklung der erste eigene Lkw für Säuren und Laugen. Von da an richtete das Unternehmen seine Tätigkeiten auf den Transport dieser flüssigen Chemikalien aus. Da das Firmengelände im Zentrum von Hürth ausgelastet und eine Expansion nicht möglich war, entstand bis 1973 ein neuer Firmensitz in Kalscheuren, das 1978 nach Hürth eingemeindet wurde. Bereits 1972 entstand eine zweite Niederlassung in Stade, motiviert durch die gleichzeitige Errichtung eines neuen Werkes von Dow Chemical, für das Talke die Logistikdienstleistungen übernahm. 1974 wurde in Ludwigshafen am Stammsitz der BASF ein neues Logistikzentrum mit einer Hochsiloanlage in Betrieb genommen. Neben Hürth, Ludwigshafen und einer weiteren Niederlassung in Düsseldorf ergänzt 1975 ein Logistikzentrum am für die chemische Industrie im Rheinland bedeutenden Hafen in Köln-Niehl die Präsenz des Unternehmens am Rhein. Weitere Standorte in Belgien und den Niederlanden folgten Ende der 80er Jahre. Mit dem Fall der Mauer expandierte das Unternehmen ab Beginn der 1990er Jahre weiter – mit dem Zukauf der in Grimmen ansässigen SpeziTrans sowie der Eröffnung eines Standortes in Schwarzheide. 2003 nahm das Unternehmen den Betrieb im Saudi-arabischen Al-Jubail auf. In einer schrittweisen Expansion auf der Arabischen Halbinsel baute Talke seine Präsenz auf den Oman, Katar und die Vereinigten Arabischen Emirate sowie Bahrain aus. Seit 2015 ist das Unternehmen auch in den USA aktiv.
Im Jahr 2021 war Alfred Talke weltweit an 70 Standorten mit etwa 4600 Mitarbeitern präsent. Zu den Projekten des Unternehmens in Deutschland im Jahr 2022 gehört die deutliche Erweiterung der Lagerkapazitäten in Schwarzheide von bisher 2 ha um weitere 3 ha Lagerfläche, wofür bereits Flächen angekauft wurden.
Firmengründer Alfred Talke senior war bis zu seinem Tod 1989 in der Unternehmensführung aktiv. Zu diesem Zeitpunkt waren seine Söhne Armin (* 1943) und Norbert Talke (* 1948) bereits seit 1968 bzw. 1975 fest in das Unternehmen eingebunden. Beide gehörten von 1990 bis 2018 der Geschäftsleitung an und sind seither Mitglieder des Unternehmensbeirats. In dritter Generation traten 2002 Alfred Talke junior (* 1974) und 2010 Armin F. Talke (* 1984) in das Familienunternehmen ein.

## Unternehmensdaten
Im Geschäftsjahr 2020 betrug die Anzahl der Beschäftigten der Alfred Talke GmbH & Co. KG im Durchschnitt 1.482 Arbeitnehmer einschließlich Aushilfen. In der Unternehmensgruppe (einschließlich Joint Ventures) sind ca. 4.700 Arbeitnehmer beschäftigt (Stand Juli 2025). Für das Geschäftsjahr 2020 wies die ALFRED TALKE GmbH & Co. KG einen Umsatz von 170 Millionen Euro aus. Das Konzerneigenkapital belief sich Ende 2019 auf etwa 40 Millionen Euro. Ende 2020 umfassten die Buchwerte der Beteiligungen an assoziierten Unternehmen 21,5 Millionen Euro. Deren Geschäftserfolg spiegelt sich im Konzernabschluss im Finanzergebnis wider, das seit 2014 von 40.000 bis auf 2,58 Millionen Euro gestiegen ist.

## Leistungen
Die TALKE Gruppe erbringt logistische Dienstleistungen für Unternehmen der chemischen und petrochemischen Industrie. Das Leistungsportfolio umfasst folgende Bereiche:

### Transport
TALKE organisiert den Transport chemischer Produkte in flüssiger, fester oder gasförmiger Form. Eingesetzt werden spezialisierte Fahrzeuge und Behälter wie Tankauflieger, Silo-Lkw und Gascontainer. Neben Straßentransporten kommen auch intermodale Verkehre zum Einsatz.

### Site Logistics
Das Unternehmen betreibt Lager- und Umschlaganlagen auf eigenen Flächen und an Standorten von Industriepartnern. Dazu zählen chemiespezifische Lagerhäuser, Siloanlagen, Abfüllstationen und Containerterminals.

### Engineering
TALKE plant und realisiert logistikbezogene Anlagen für interne und externe Auftraggeber. Dies umfasst Planungsleistungen (Engineering), Beschaffung, Bauausführung und Projektmanagement in verschiedenen Vertragsmodellen (u. a. EPC, EPCM, PMC).

### Technische Dienstleistungen
Ergänzende Leistungen sind die Reinigung, Wartung und Prüfung von Logistikausrüstung wie Tank- und Silofahrzeugen sowie Containern.